# Hière
Die Hière ist ein Fluss in Frankreich, der in der Region Pays de la Loire verläuft. Sie entspringt im Gemeindegebiet von Quelaines-Saint-Gault, entwässert generell in südwestlicher Richtung und mündet nach rund 33 Kilometern an der Gemeindegrenze von Chérancé und Châtelais als linker Nebenfluss in den Oudon. Auf ihrem Weg durchquert die Hière das Département Mayenne und berührt in ihrem Mündungsabschnitt auch das Département Maine-et-Loire.

## Orte am Fluss
(Reihenfolge in Fließrichtung)
- Peuton
- Chérancé